# تانگاتا مانو

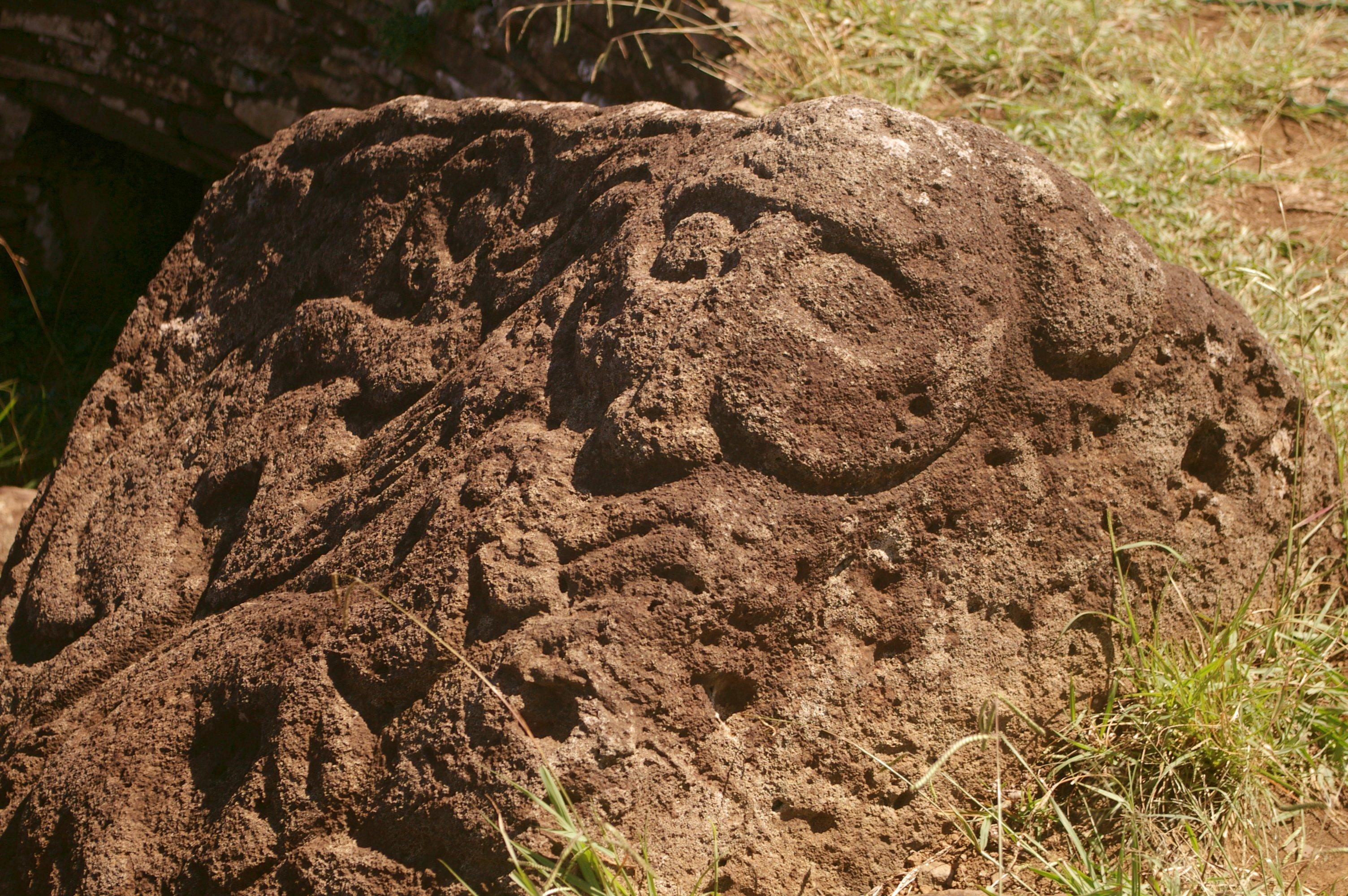
ماکی‌ماکی به همراه دو پیرو آیین تانگاتا مانو، کنده‌کاری‌شده از تفالهٔ معدنی قرمز

تانگاتا مانو (به انگلیسی: Tangata Manu) به معنای پرنده‌باز، در اساطیر جزیرهٔ ایستر یک فرقه است که ماکی‌ماکی خدای آن است. این فرقه توسط مبلغان مسیحی در سال ۱۸۶۰ سرکوب‌شد.